# 3. ŽNL Bjelovarsko-bilogorska 2006./07.
Ovaj članak je podtema članka: 7. rang HNL-a 2006./07.

3. ŽNL Bjelovarsko-bilogorska u sezoni 2006./07. je predstavljala treći stupanj županijske lige u Bjelovarsko-bilogorskoj županiji, te ligu sedmog stupnja hrvatskog nogometnog prvenstva. 
 
Sudjelovalo je 10 klubova, a ligu je osvojio klub "Mladost" iz Nove Ploščice.  

## Sustav natjecanja
10 klubova je igralo dvokružnu ligu (18 kola). 

## Ljestvica
| mj. | klub                        | ut. | pob. | ner. | por. | gol+ | gol- | bod |
| --- | --------------------------- | --- | ---- | ---- | ---- | ---- | ---- | --- |
| 1.  | Mladost Nova Ploščica       | 18  | 12   | 6    | 0    | 54   | 28   | 42  |
| 2.  | Zrinski (Zrinski Topolovac) | 18  | 10   | 1    | 7    | 55   | 44   | 31  |
| 3.  | Tomislav Đulovac            | 18  | 8    | 5    | 5    | 50   | 39   | 29  |
| 4.  | Dinamo Dežanovac            | 18  | 9    | 1    | 8    | 38   | 47   | 28  |
| 5.  | Slavija Severin             | 18  | 8    | 1    | 9    | 37   | 47   | 25  |
| 6.  | Napredak Rajić              | 18  | 7    | 3    | 8    | 39   | 33   | 24  |
| 7.  | Signal Obrovnica            | 18  | 6    | 4    | 8    | 31   | 37   | 22  |
| 8.  | Moslavina Velika Trnovitica | 18  | 6    | 2    | 10   | 30   | 41   | 20  |
| 9.  | TOSK Tuk                    | 18  | 6    | 1    | 11   | 43   | 52   | 19  |
| 10. | Skok Skucani (Novi Skucani) | 18  | 6    | 0    | 12   | 38   | 47   | 18  |

## Rezultatska križaljka
| kratica | klub                        | DIN | MLA | MOS | NAP | SIG | SKOK | SLA | TOM | TOSK | ZRI |
| --- | --------------------------- | --- | --- | --- | --- | --- | ---- | --- | --- | ---- | --- |
| DIN | Dinamo Dežanovac            |     |     |     |     |     |      |     |     |      |     |
| MLA | Mladost Nova Ploščica       |     |     |     |     |     |      |     |     |      |     |
| MOS | Moslavina Velika Trnovitica |     |     |     |     |     |      |     |     |      |     |
| NAP | Napredak Rajić              |     |     |     |     |     |      |     |     |      |     |
| SIG | Signal Obrovnica            |     |     |     |     |     |      |     |     |      |     |
| SKOK | Skok Skucani (Novi Skucani) |     |     |     |     |     |      |     |     |      |     |
| SLA | Slavija Severin             |     |     |     |     |     |      |     |     |      |     |
| TOM | Tomislav Đulovac            |     |     |     |     |     |      |     |     |      |     |
| TOSK | TOSK Tuk                    |     |     |     |     |     |      |     |     |      |     |
| ZRI | Zrinski (Zrinski Topolovac) |     |     |     |     |     |      |     |     |      |     |
| |                             |     |     |     |     |     |      |     |     |      |     |
| podebljan rezultat - utakmice od 1. do 9. kola (1. utakmica između klubova) rezultat normalne debljine - utakmice od 10. do 18. kola (2. utakmica između klubova) rezultat nakošen - nije vidljiv redoslijed odigravanja međusobnih utakmica iz dostupnih izvora rezultat smanjen * - iz dostupnih izvora nije uočljiv domaćin susreta prekrižen rezultat - poništena ili brisana utakmica p - utakmica prekinuta 3:0 p.f. / 0:3 p.f. - rezultat 3:0 bez borbe n.i. - nije igrano |                             |     |     |     |     |     |      |     |     |      |     |

 Izvori: 

## Vanjske poveznice
- nsbbz.hr, Nogometni savez Bjelovarsko-bilogorske županije